# Jarosław Balon
Jarosław Kazimierz Balon (ur. 1957) – polski geograf, dr hab., profesor Uniwersytetu Jagiellońskiego, specjalista z zakresu geografii społeczno-ekonomicznej i gospodarki przestrzennej, przewodnik tatrzański.

## Życiorys
W 1981 ukończył studia geograficzne na Uniwersytecie Jagiellońskim. 17 marca 1993 obronił pracę doktorską p.t. Struktura i funkcjonowanie polskiej części zlewni Białki w Tatrach (promotor Stefan Skiba), a 2008 uzyskał stopień doktora habilitowanego na podstawie rozprawy Stabilność środowiska przyrodniczego Karpat Zachodnich powyżej górnej granicy lasu. Pracuje na stanowisku profesora uczelni w Instytucie Geografii i Gospodarki Przestrzennej UJ. Pełnił funkcję zastępcy dyrektora d.s. studenckich IGiGP. Był promotorem czterech rozpraw doktorskich.
Jarosław Balon pełni funkcję przewodniczącego Polskiej Asocjacji Ekologii Krajobrazu. Jest członkiem Polskiego Towarzystwa Geograficznego i  International Association for Landscape Ecology. Zasiada w Radzie Dyscypliny Nauk o Ziemi i Środowisku UJ.
Harcmistrz. W przeszłości komendant Chorągwi Krakowskiej ZHP.

## Publikacje
- 2001: Przemiany środowiska przyrodniczego Polski a jego funkcjonowanie (współautor z Krystyna German)
- 2009: Ekologia krajobrazu : problemy badawcze i utylitarne = The landscape ecology : research and usage aspects (współautor z Miłoszem Jodłowskim)
- 2012: Geoekologia dla architektów krajobrazu (współautor z Wojciechem Maciejowskim)